# Lanvellec
Lanvellec é uma comuna francesa na região administrativa da Bretanha, no departamento Côtes-d'Armor. Estende-se por uma área de 19,16 km². Em 2010 a comuna tinha 604 habitantes (densidade: 31,5 hab./km²).